# Castelsilano
Castelsilano est une commune italienne de la province de Crotone dans la région Calabre en Italie.

## Histoire
Le 25 juin 1980, un MiG-23MS de la force aérienne libyenne de la base aérienne de Benina, piloté par un pilote de la force aérienne syrienne en mission de formation régulière, s'écrase sur le mont Sila. Le pilote avait reçu un nouveau masque respiratoire qui s'est révélé trop grand. Lorsqu'il est monté à une altitude supérieure à 5 000 mètres, il a oublié d'activer le 100 % d'oxygène et est entré en hypoxie. Son MiG-23 - mis en pilotage semi-automatique - a été réglée en mode « palier rectiligne », et a donc continué de voler. Finalement, il s'écrasa en Italie après une panne de carburant. Sa découverte le 18 juillet 1980 a fait naitre beaucoup de spéculations à la suite de la Tragédie d'Ustica du 27 juin 1980.

## Administration
| Période                                  | Période | Identité | Étiquette | Qualité |
| ---------------------------------------- | ------- | -------- | --------- | ------- |
|                                          |         |          |           |         |
| Les données manquantes sont à compléter. |         |          |           |         |

### Communes limitrophes
Belvedere di Spinello, Caccuri, Casabona, Cerenzia, San Giovanni in Fiore, Santa Severina, Savelli, Verzino